# The World's 50 Best Restaurants
The World's 50 Best Restaurants (på dansk: Verdens 50 bedste restauranter) er en liste fremstillet af det britiske mediefirma William Reed Business Media, der oprindeligt blev bragt i det britiske tidsskrift Restaurant, baseret på en afstemning blandt internationale kokke, restauratører, gourmander og madanmeldere. Udover den primære rangering tildeler organisationen en række priser til individuelle restauranter, inklusive "One To Watch Award", "Lifetime Achievement Award" og "Chefs' Choice Award", hvor sidstnævnte er baseret på de 50 chefkokke fra restauranterne på det foregående års liste. Listen har ofte fungeret som en indikator for de globale gastronomiske tendenser, og den indeholder en række forskellige køkkener fra hele verden. Nogle af de højest placerede restauranter har været frontløbere inden for molekylær gastronomi. De fleste restauranter serverer haute cuisine, der er karakteriseret ved minutiøs forberedelse og grundig præsentation af maden.
Førstepladsen har været domineret af den spanske restaurant El Bulli og den danske Noma. I 2002 og 2006–2009 blev El Bulli valgt som verdens bedste restaurant, hvilket er mere end nogen anden restaurant. I 2010 modtog Noma prisen som verdens bedste restaurant for første gang, hvilket blev gentaget i 2011 og 2012. Efter at have forsvaret titlen for tredje gang udtalte René Redzepi, at der var 1.204 personer på ventelisten, sammenlignet med 14 personer to år tidligere. I 2013 overtog El Celler De Can Roca førstepladsen, inden Noma genvandt titlen i 2014. I 2016 og 2018 fik Osteria Francescana prisen som verdens bedste restaurant, og i 2017 fik den en andenplads.

## Oversigt over top-3
| Oversigt over top-3 |                       |                       |                       |
| År                  | 1. pladsen            | 2. pladsen            | 3. pladsen            |
| 2002                | elBulli               | Gordon Ramsay         | The French Laundry    |
| 2003                | The French Laundry    | elBulli               | Le Louis XV           |
| 2004                | The French Laundry    | The Fat Duck          | elBulli               |
| 2005                | The Fat Duck          | elBulli               | The French Laundry    |
| 2006                | elBulli               | The Fat Duck          | Pierre Gagnaire       |
| 2007                | elBulli               | The Fat Duck          | Pierre Gagnaire       |
| 2008                | elBulli               | The Fat Duck          | Pierre Gagnaire       |
| 2009                | elBulli               | The Fat Duck          | Noma                  |
| 2010                | Noma                  | elBulli               | The Fat Duck          |
| 2011                | Noma                  | El Celler de Can Roca | Mugaritz              |
| 2012                | Noma                  | El Celler de Can Roca | Mugaritz              |
| 2013                | El Celler de Can Roca | Noma                  | Osteria Francescana   |
| 2014                | Noma                  | El Celler de Can Roca | Osteria Francescana   |
| 2015                | El Celler de Can Roca | Osteria Francescana   | Noma                  |
| 2016                | Osteria Francescana   | El Celler de Can Roca | Eleven Madison Park   |
| 2017                | Eleven Madison Park   | Osteria Francescana   | El Celler de Can Roca |
| 2018                | Osteria Francescana   | El Celler de Can Roca | Mirazur               |
| 2019                | Mirazur               | Noma                  | Asador Etxebarri      |
| 2021                | Noma                  | Geranium              | Asador Etxebarri      |
| 2022                | Geranium              | Central Restaurante   | Disfrutar             |
| 2023                | Central Restaurante   | Disfrutar             | DiverXO               |
| 2024                | Disfrutar             | Asador Etxebarri      | Table by Bruno Verjus |
| 2025                | Maido                 | Asador Etxebarri      | Quintonil             |